# Palairac
Palairac település Franciaországban, Aude megyében. Lakosainak száma 31 fő (2022. január 1.). Palairac Davejean, Félines-Termenès, Maisons, Quintillan, Talairan, Tuchan és Villerouge-Termenès községekkel határos.

## Népesség
A település népességének változása:
| Lakosok száma | 30   | 19   | 26   | 27   | 32   | 30   | 30   | 33   | 32   | 31   |
|               | 1968 | 1982 | 1990 | 2006 | 2013 | 2015 | 2017 | 2019 | 2020 | 2022 |